# Decazyx esparzae
Decazyx esparzae är en vinruteväxtart som beskrevs av F. Chiang. Decazyx esparzae ingår i släktet Decazyx och familjen vinruteväxter. Inga underarter finns listade i Catalogue of Life.